# Synagogengemeinde Wanne-Eickel

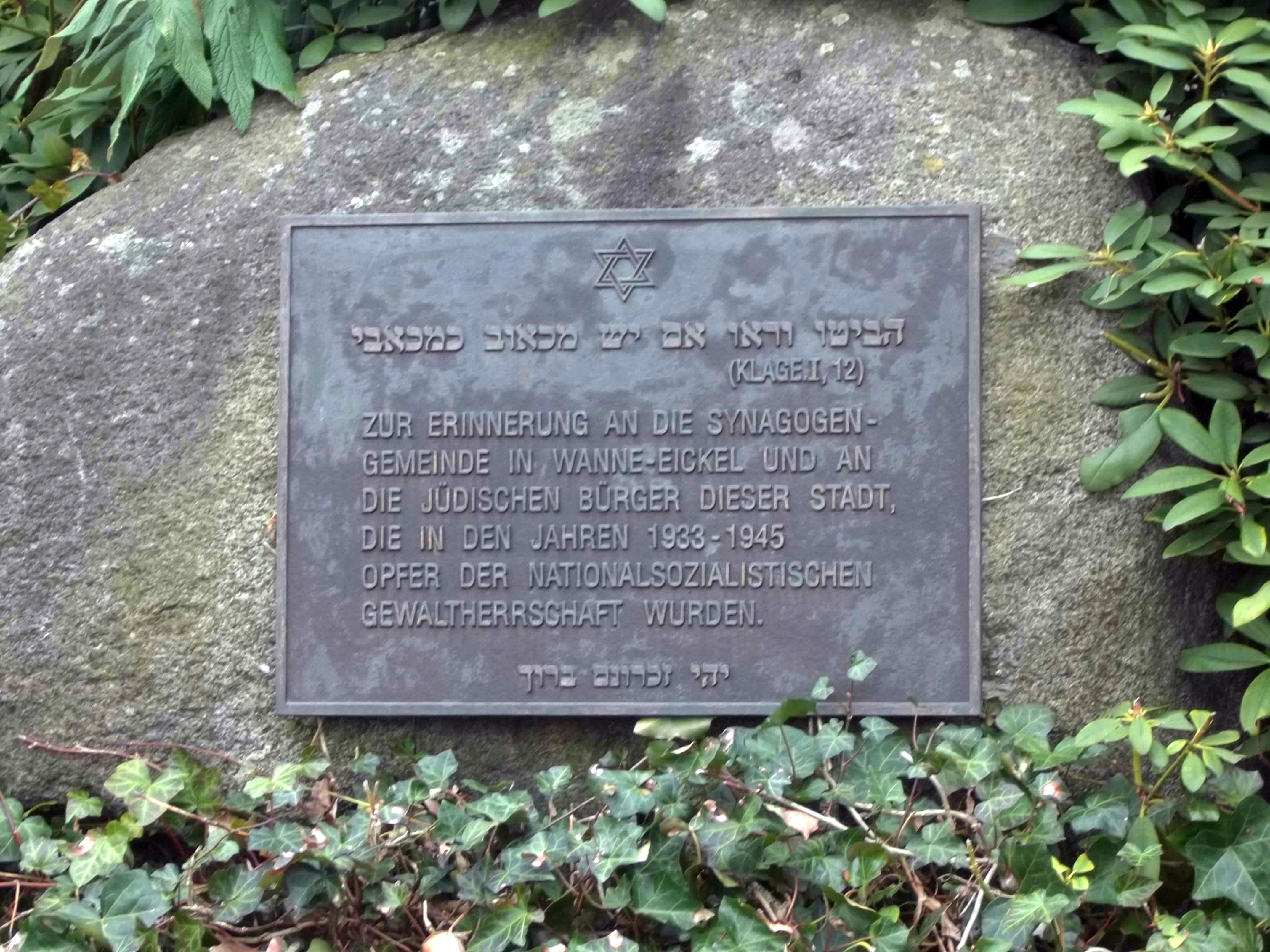
Erinnerungstafel in Wanne-Süd am Sportpark (2013)

Die Synagogengemeinde Wanne-Eickel war eine jüdische Einheitsgemeinde im Ruhrgebiet. Begründet wurde sie am 1. Oktober 1907.:189. Mit der politischen Eingemeindung von Wanne-Eickel nach Herne (1. Januar 1975) wurden auch die jeweiligen Synagogengemeinden vereinigt. Seit 1953 ist die Herner ein Teil der Jüdischen Gemeinde Bochum-Herne-Hattingen.

## Geschichte
Die erste nachweisbare jüdische Familie, auf dem Gebiet der ehemaligen Stadt Wanne-Eickel, ist in der seit 1806 in Eickel lebenden Metzgers Abraham Leeser überliefert, der aus Sobernheim zugezogen war. Die von ihm begründete Metzgerei befand sich zu späterer Zeit in der Bahnhofstraße 7 und in der ersten Hälfte des 20. Jahrhunderts an der Hauptstraße 177. Seine Familie war aber letztlich untypisch für die von hoher Fluktuation geprägte Zusammensetzung der jüdischen Bevölkerung in Wanne-Eickel.:188.

„Im Gegensatz zu Soest und Anröchte kann die Judengemeinde in Wanne-Eickel auf keine große Vergangenheit und lange Tradition zurückblicken. … In Wanne-Eickel gab es nur vereinzelt alteingesessene Juden. Vor mir war nur ein Amtskollege tätig gewesen. Bei meiner Amtsübernahme 1924 bestand aber eine festgefügte Gemeinde mit Synagoge, Schule, Friedhof und Vereinen. Die Gemeinde mit Einschluß der ostjüdischen Mitglieder war durchweg liberal, und es hat trotz mancher Gegensätze während meiner Amtszeit keine religiösen oder politischen Kämpfe gegeben. ….“

Im Jahr 1897 bildete sich in Wanne-Eickel ein »Provisorischer Ausschuss« mit dem primären Ziel der Einrichtung einer Beerdigungsbruderschaft. Zugleich war er die Triebfeder zur Abtrennung von der Synagogengemeinde Bochum. Dass Eickel 1896 Straßenbahnanschluss nach Bochum erhielt, erschwerte indes den Zusammenschluss mit Wanne, so dass die 1898 ergangene Ablehnung der Regierung Arnsberg – zur Bildung einer eigenständigen Synagogengemeinde – mangels finanzieller Leistungsfähigkeit die Folge war. Mit der Entscheidung, unmittelbar südlich des Bahnhofes Wanne-Eickel eine Synagoge zu errichten, war der Weg zur Gründung jedoch bereitet. Zu der Gemeinde gehörten auch die Juden aus Holsterhausen und Röhlinghausen. Während zu Ende des 19. Jahrhunderts und zu Beginn der 1930er Jahre die jüdische Bevölkerung in Wanne-Eickel jeweils um die 170 bis 195 Einwohner lag, erreichte sie ihre Höchstzahl in den 1920er Jahren mit 276. 1937 lebten noch 124 Juden in Wanne-Eickel, nach der Reichspogromnacht 1938 sank sie auf 59 im Jahr 1939. Als Folge von Ermordung und Vertreibung während des Holocaust ging sie bis 1946 auf nur noch 6 zurück.:189. Die Synagoge war zerstört. Von nun an wurden die Toten in Gelsenkirchen-Bulmke bestattet.:192.

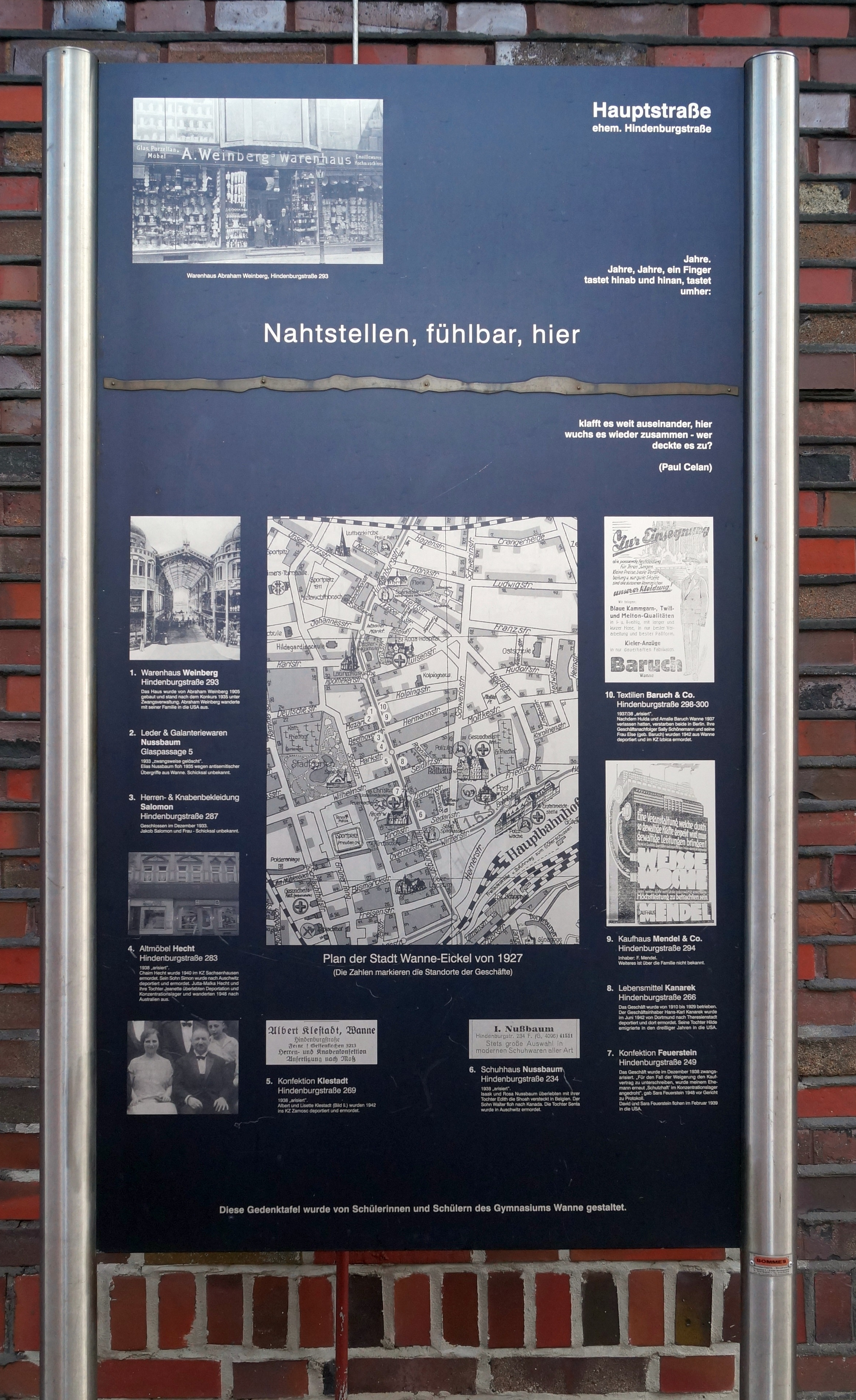
Gedenktafel an der Hauptstrasse

Auf der Hauptstraße in Wanne, der früheren Hindenburgstraße, erinnern noch zahlreiche Wohn- und Geschäftshäuser an die einst hier lebenden jüdischen Familien. Sie führten hier Metzgereien, Textil-, Lebensmittel- oder auch Möbelgeschäfte. Besonders hervorzuheben ist die Kaiserpassage in der Mozartstraße, im Anschluss an das Warenhaus von Abraham Weinberg. Die in den Jahren 1904 bis 1912 aufgebaute Glasüberdachung musste auf Grund der starken Luftverschmutzung jedoch bereits in den 1920er Jahren wieder entfernt werden.:192 u. Abb. 135. Sogenannte Ghetto- oder Judenhäuser zur konzentrierten Unterbringung von Juden vor ihrer Deportation in die Vernichtungslager waren ab 1941 das vorherige Armenhaus Auf der Wilbe 31 in Röhlinghausen und das Haus Emscherstraße 142.:193.